# Legends from Beyond the Galactic Terrorvortex
Legends from Beyond the Galactic Terrorvortex és el tercer àlbum d'estudi de la banda anglosuïssa de power metal simfònic Gloryhammer. Va ser publicat el 31 de maig de 2019. És l'últim àlbum que compta amb el vocalista Thomas Winkler.

## Història
Després que la terra fos destruïda per Hootsman per aturar a en Zargothrax que invocava Kor-Viliath, es va obrir un forat de cuc pel que el mag es va escapar Into the Terrorvortex of Kor-Virliath. L'Angus McFife XIII el va seguir, arribatnt a l'altre banda i descobrint una terrible realitat alternativa The siege of Dunkeld (In Hoots we trust). En Zargothrax ha corromput aquesta realitat, i està assassinant a tothom. L'Angus intenta aturar-lo, però descobreix que el Hammer of Glory no té poder en aquesta dimensió. Mentre l'Angus es retira, en Zargothrax s'autoproclama emperador i envia al corromput Sir malvat Proletius i als cavallers de la mort de Crail a eliminar tots els civils de Auchtermuchty (Auchtermuchty) Masters of the galaxy.
Mentrestant, a l'Angus li arriben notícies d'una resistència que es reuneix a la terra dels unicorns, i quan hi està arribant, es troba amb l'hermità Relathor de Cowdenbeath, a qui ara es coneix com a Comandant dels Submarins Voladors Relathor Land of Unicorns. En Relathor li du a l'Angus que ha de recarregar el seu martell, portant-lo al sol d'aquest món, Power of the Laser Dragon Fire i per fer-ho, haurà de trobar el jetpack llegendari encantat, al que es disposa a aconseguir Legendary Enchanted Jetpack, i un cop aconseguit l'utilitza per anar-se'n a l'espai a recarregar el seu llegendari Martell "Gloryhammer". Tornant a Fife (Fife) la resistència es reuneix a bord d'un submarí volador, el DSS Hootsforce Hootsforce. I es dirigeixen a Dunkeld per entrar en combabt amb les forces de Zargothrax Battle of eternity.
Mentre es produeix la conjunció astral, tot i que Relathor ha aconseguit acabar amb Proletius i els seus cavallers de la mort, Zargothrax proclama que ja no hi ha res que puguin fer per aturar la seva ascenssió a divinitat. Llavors, un heroi èpic, amb armadura sagrada feta de llop arriba des dels cels. L'heròi es mostra com a Hootsman, qui va ser mort en l'explosió, però que es va entrelligar amb el mateix teixit de la realitat, per convertir-se en un Déu de l'univers. Hootsman proclama que ell és l'unic i irrepetible déu de l'univers, i amb el seu poder, combinat amb el martell de la glòria, derroten indefinidament a Zargothrax.
Mentre en Zargothrax cau com a pols líquida, l'Angus McFife s'adona que ha estat ferit per el ganivet del mal, i que aviat acabarà corromput com Proletius, i al adonar-se'n, acaba amb la seva pròpia vida en els furiosos focs del mont Schiehallion (Schiehallion). Mentre l'Angus mor, se sent un codi morse misteriós que proclama "Activar Clon de Zargothrax: Alpha 1" The Fires of Ancient Cosmic Destiny.

## Llistat de pistes
| Núm.          | Títol | Durada |
| ------------- | --- | ------ |
| 1.            | «Into the Terrorvortex of Kor-Virliath» | 1:18   |
| 2.            | «The Siege of Dunkeld (In Hoots We Trust)» | 4:46   |
| 3.            | «Masters of the Galaxy» | 4:25   |
| 4.            | «The Land of Unicorns» | 4:24   |
| 5.            | «Power of the Laser Dragon Fire» | 5:06   |
| 6.            | «Legendary Enchanted Jetpack» | 4:18   |
| 7.            | «Gloryhammer» | 5:00   |
| 8.            | «Hootsforce» | 3:50   |
| 9.            | «Battle for Eternity» | 3:52   |
| 10.           | «The Fires of Ancient Cosmic Destiny" - I. "Dundaxian Overture" - II. "The Battle of Cowdenbeath" - III. "Return of the Astral Demigod of Unst" - IV. "The Knife of Evil" - V. "Transmission» | 12:33  |
| Durada total: | Durada total: | 49:32  |

| 1. | «Hootsforce»                | 3:50 |
| 2. | «On the Wings of a Rainbow» | 4:00 |

| Japanese bonus track | Japanese bonus track | Japanese bonus track | Japanese bonus track | Japanese bonus track | Japanese bonus track | Japanese bonus track | Japanese bonus track | Japanese bonus track | Japanese bonus track |
| Núm.                 | Títol                | Durada               |                      |                      |                      |                      |                      |                      |                      |
| -------------------- | -------------------- | -------------------- | -------------------- | -------------------- | -------------------- | -------------------- | -------------------- | -------------------- | -------------------- |

| No. | Títol                               | Llargada |
| --- | ----------------------------------- | -------- |
| 11. | "A les ales d'un arc de Sant Martí" | 3:54     |

## Personal
Gloryhammer
- Thomas Winkler, "Angus McFife XIII" - veu principal
- Christopher Bowes, "Dark Lord Zargothrax" - teclats, veus addicionals
- Paul Templing, "Gran mestre Proletius" – guitarres
- James Cartwright, "Hootsman" - baix, veu addicional
- Ben Turk, "Sub Commander Ralathor" - bateria, programació

Músic addicional
- Jens Johansson - sol de teclat (pista 9)

Cor
- Amy Turk, Charlotte Jones, Chris Charles, David Stanton, Dominic Sewell, Katrina Riberio

Producció
- Lasse Lammert: producció, mescla, masterització
- Dan Goldsworthy: portada, il·lustració, disseny
- Robert Zembrzycki – fotografia
- Jessy Martens - coach vocal
- Travis Whalley – edició
- Matthew Bell - composició de cançons (pista 5)